# Myotis muricola
Myotis muricola es una especie de murciélago de la familia Vespertilionidae.

## Distribución geográfica
Se encuentra en Afganistán, Bangladés, Bután, Camboya India Indonesia, Laos Malasia Birmania, Nepal, Pakistán, Papúa Nueva Guinea, Filipinas, Tailandia y Vietnam.